# 5563 Yuuri
5563 Yuuri è un asteroide della fascia principale. Scoperto nel 1991, presenta un'orbita caratterizzata da un semiasse maggiore pari a 2,7629293 au e da un'eccentricità di 0,0640973, inclinata di 10,47613° rispetto all'eclittica.